# Laar (Vught)
Laar is een buurtschap in de gemeente Vught  in de Nederlandse provincie Noord-Brabant. Het ligt tussen Helvoirt en Biezenmortel.

## Geschiedenis
Tot en met 31 december 2020 behoorde Laar tot de gemeente Haaren die met een gemeentelijke herindeling werd opgeheven.

## Trivia
- In Haaren komt Laar ook voor in de naam van een kasteel met bijbehorend landgoed: Kasteel Nemerlaer.

Dorpen: Cromvoirt · Helvoirt · Vught

Buurtschappen: Bergenshuizen · Distelberg · Gijzel · Laar · Loveren · Molenstraat

Noord-Brabant: Steden en dorpen      Nederland: Provincies · Gemeenten